# Нижнее Чистяково
Ни́жнее Чистя́ково — упразднённая в 2020 году деревня в Великоустюгском районе Вологодской области России.
Входила в состав Верхневарженского сельского поселения, с точки зрения административно-территориального деления — в Верхневарженский сельсовет.
Расстояние по автодороге до районного центра Великого Устюга — 75 км, до центра муниципального образования Мякинницыно — 5 км. Ближайшие населённые пункты — Верхнее Чистяково, Нижнее Займище, Пасная.
По данным переписи в 2002 году постоянного населения не было.